# Tatuaje
Tatuaje ist ein 1941 entstandener spanischer Song und eine Liedform, die von Xandro Valerio (1896–1966), Rafael de León (1908–1982) und Manuel Quiroga (1899–1988) komponiert und getextet wurde.
Tatuaje wurde durch die spanische Sängerin und Schauspielerin Concha Piquer populär gemacht und zählt zu den berühmtesten Stücken der Sängerin. Eine Aufzeichnung des Songs von Concha Piquer ist bei YouTube veröffentlicht.
Die Strophen des Liedes, wie sie die legendäre Darstellerin Conchita Piquer gesungen und vorgetragen hat, half den republikanischen Sympathisanten, zu überleben und die unmenschliche Behandlung durch das Franco-Regime nach dem spanischen Bürgerkrieg (1936–1939) zu ertragen.

## Tatuaje im Film
Tatuaje wurde als Soundtrack zu dem spanischen Dokumentarfilm Canciones para después de una guerra (Lieder nach dem Krieg) durch den Drehbuchautor Basilio Martín Patino 1971 neu aufgegriffen, und 1976 kurz nach dem Tod des Diktators Francisco Franco wurde der Film veröffentlicht und das Lied Tatuaje wurde landesweit bekannt. Der Film beinhaltet eine Reihe von Archivaufnahmen, die alle zuvor von der Franco-Zensur betroffen waren. Es sind populäre Lieder aus der Diktatorzeit.
Tatuaje hat die Besonderheit, dass Strophen im Tango-Rhythmus kombiniert mit dem Walzertakt verbunden sind.

## Songtext
Él vino en un barco

 de nombre extranjero

 lo encontré en el puerto

 un anochecer,

 cuando el blanco faro

 sobre los veleros

 su beso de plata

 dejaba caer.

 Era hermoso y rubio como la cerveza,

 el pecho tatuado con un corazón,

 en su voz amarga

 había la tristeza

 doliente y cansada

 del acordeón.

 Y ante dos copas de aguardiente,

 sobre el manchado mostrador,

 él fue contándome entre dientes

 la vieja historia de su amor.

 "Mira mi brazo tatuado

 con este nombre de mujer;

 es el recuerdo de un pasado

 que nunca más ha de volver.

 Ella me quiso y me ha olvidado,

 en cambio yo no la olvidé

 y para siempre voy marcado

 con este nombre de mujer".

 Él se fue una tarde,

 con rumbo ignorado,

 en el mismo barco

 que lo trajo a mí

 pero entre mis labios

 se dejó olvidado

 un beso de amante

 que yo le pedí.

 Errante lo busco por todos los puertos

 a los marineros pregunto por él

 y nadie me dice

 si está vivo o muerto,

 y sigo en mi duda,

 buscándolo fiel.

 Y voy sangrando lentamente

 de mostrador en mostrador

 ante una copa de aguardiente

 donde se ahoga mi dolor.

 Mira tu nombre tatuado

 en la caricia de mi piel

 a fuego lento lo he grabado,

 y para siempre iré con él.

 Quizá ya tú me has olvidado,

 en cambio yo no te olvidé

 hasta que no te haya encontrado

 sin descansar te buscaré.

 Escúchame, Marinero,

 y dime: ¿qué sabes de él?

 era gallardo y altanero

 y era más rubio que la miel.

 Mira su nombre de extranjero

 escrito aquí, sobre mi piel

 si te lo encuentras, Marinero,

 dile que yo muero por él.
Quelle: 